# Theodor Arnold (Politiker)

Theodor Arnold

Theodor Arnold (* 19. September 1852 in Halle (Saale); † 31. Mai oder 1. Juni 1931 in Zeitz) war ein deutscher Politiker.

## Leben
Arnold studierte an der  Friedrichs-Universität und wurde 1871 im Corps Salingia Halle aktiv. Nach den Examen trat er in die innere Verwaltung des  Königreichs Preußen.
Von 1880 bis 1888 war er Zweiter Bürgermeister in Halberstadt, von wo er als Bürgermeister nach Zeitz berufen wurde. In der Zeit vom 5. Juli 1888 bis 1918 war er Bürgermeister der Stadt Zeitz. In seiner 30-jährigen Amtszeit verhalf Arnold der Stadt zu Blüte. Auch durch seine Initiative wurde unter anderem 1904 in der Stadt die Elektrifizierung auf der Basis eines 220-/440-Volt-Dreileiter-Gleichstromnetzes voran getrieben, wodurch Zeitz mit zu den ersten elektrifizierten Städten in Deutschland zählte. Zudem nahm er Zeitz auch den Charakter der reinen Fabrikstadt und schaffte durch kulturelle und hygienische Anlagen und Bauten sowie durch schöne Promenaden und Schmuckplätze ein attraktives Stadtbild. In seiner Amtszeit wurden z. B. der Bau des städtischen Krankenhauses, der Neubau des Amtsgerichts und des Bahnhofs sowie die Elektrifizierung der Stadt veranlasst.
Am 22. März 1899 verlieh Wilhelm II. ihm den Titel Oberbürgermeister. Anlässlich der Rathauseinweihung erhielt Arnold das Recht zum Tragen der goldenen Amtskette, die er zur Rathauseinweihung am 7. Oktober 1909 zum ersten Male trug. Er trat am 30. September 1918 von seinem Amt zurück und verbrachte seinen Lebensabend in Zeitz. In der Nacht vom 31. Mai 1931 zum 1. Juni 1931 mit 79 Jahren gestorben, fand er in Zeitz seine letzte Ruhestätte.

## Ehrungen
- Roter Adlerorden 4. Klasse (1906)

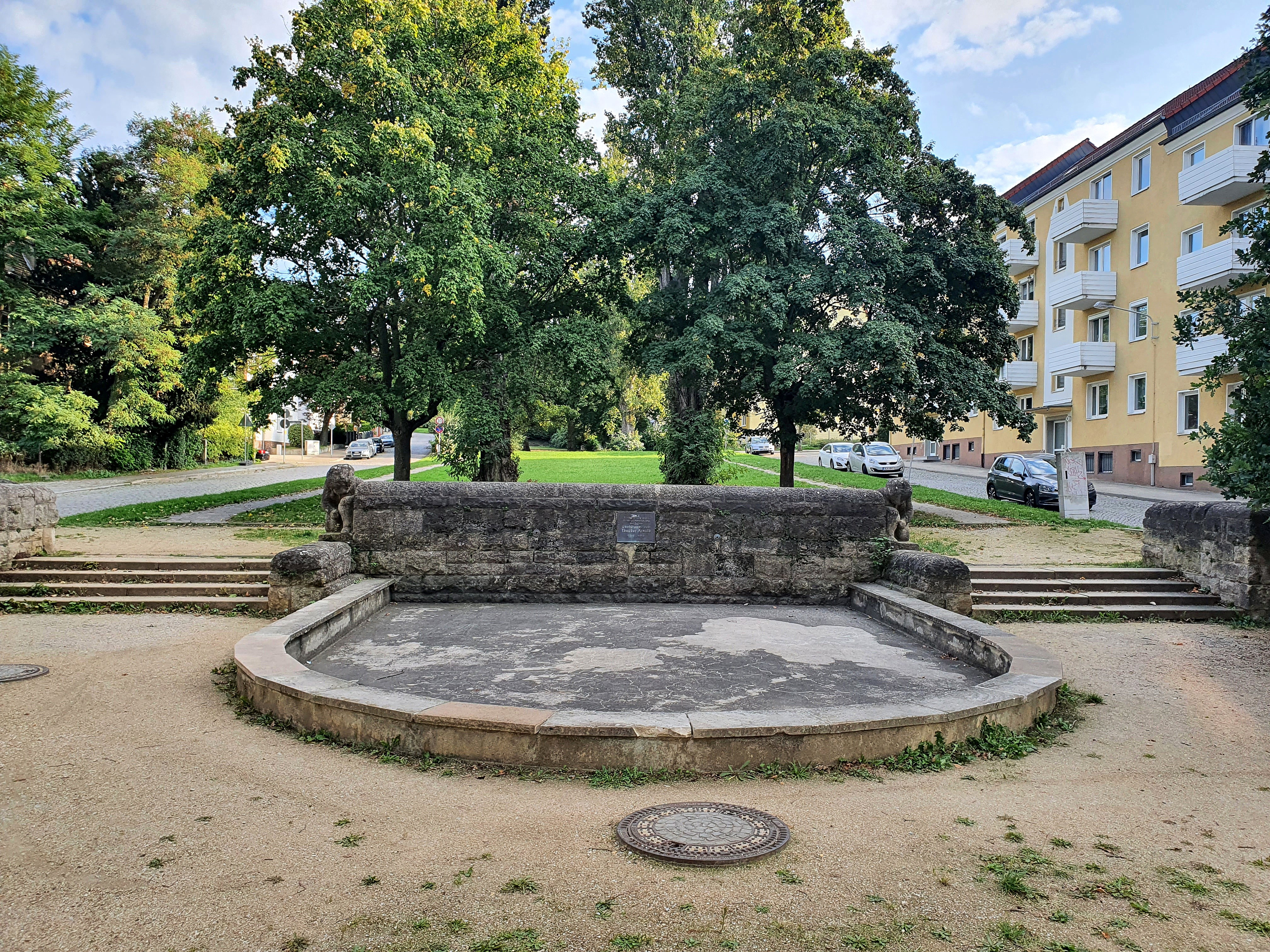
Theodor-Arnold-Brunnen in der gleichnamigen Promenade

- Königlicher Kronen-Orden (Preußen) 3. Klasse (1913)
- Albrechtsorden, Ritterkreuz 2. Klasse (1913), durch Friedrich August III. (Sachsen)
- Ehrenbürger von Zeitz (1913)
- Kriegsverdienstkreuz
- Eisernes Kreuz am weißen Bande
- Roter Adlerorden 3. Klasse (1918)

In Zeitz wurde zu seinem Gedenken mit der Theodor-Arnold-Promenade eine Straße und Parkanlage mit dem Theodor-Arnold-Brunnen angelegt.